# Reuilly (Eure)
Reuilly ist eine französische Gemeinde mit 518 Einwohnern (Stand: 1. Januar 2022) im Département Eure in der Region Normandie. Sie gehört zum Arrondissement Évreux und zum Kanton Évreux-2. Die Einwohner werden Reuillois und Reuilloises genannt.

## Geografie
Reuilly liegt etwa acht Kilometer nordöstlich des Stadtzentrums von Évreux. Umgeben wird Reuilly von den Nachbargemeinden Clef Vallée d’Eure im Norden und Nordosten, Saint-Vigor im Osten, Fontaine-sous-Jouy im Osten und Südosten, Sassey im Süden, Normanville und Le Boulay-Morin im Südwesten und Westen, Dardez im Westen sowie Irreville im Nordwesten.

## Bevölkerungsentwicklung
| Jahr                      | 1962 | 1968 | 1975 | 1982 | 1990 | 1999 | 2006 | 2019 |
| Einwohner                 | 223  | 199  | 239  | 322  | 426  | 501  | 534  | 521  |
| Quelle: Cassini und INSEE |      |      |      |      |      |      |      |      |

## Sehenswürdigkeiten

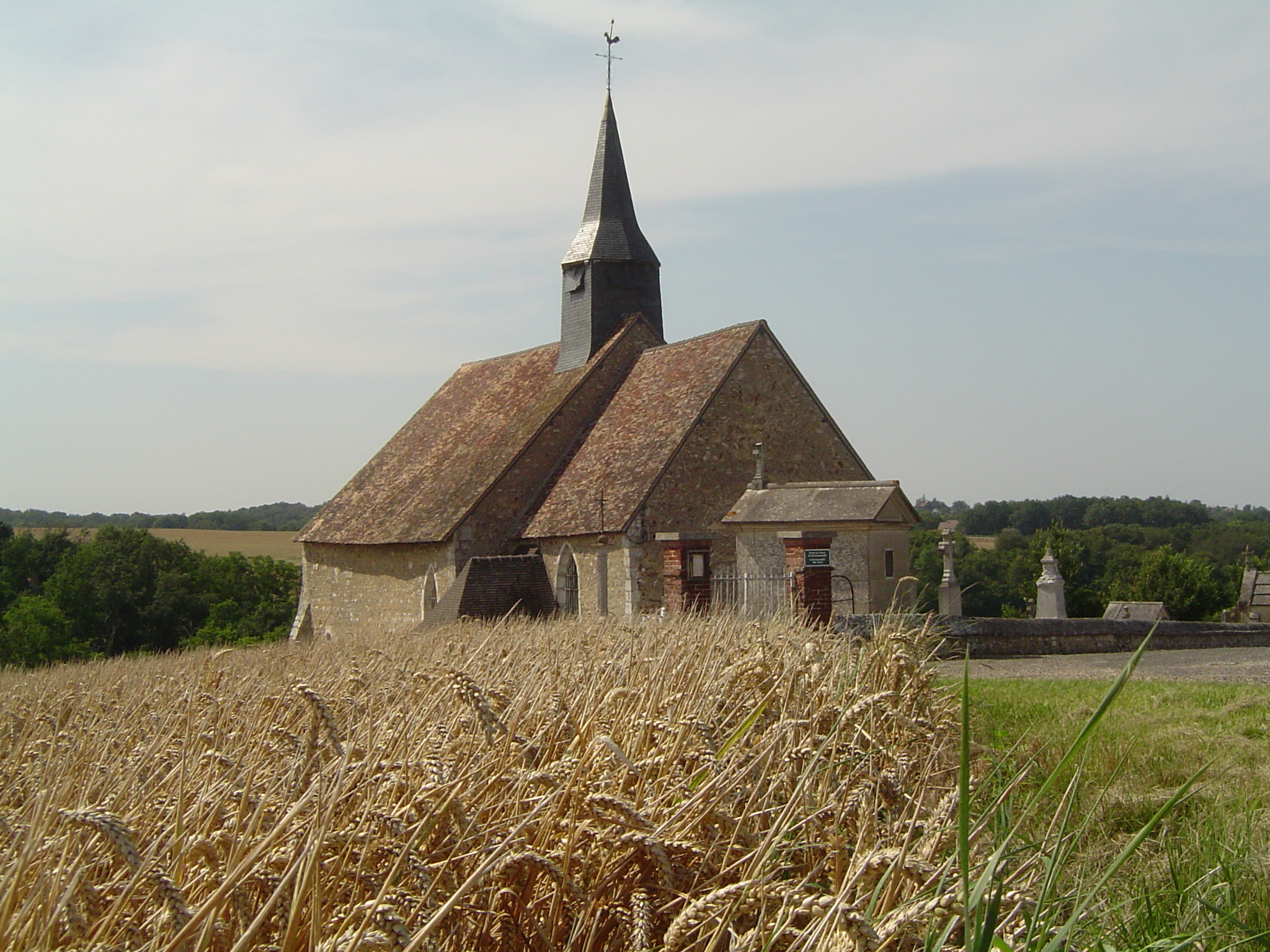
Kirche Saint-Christophe

- Kirche Saint-Christophe